# Pericliminoides odontodactylus
Pericliminoides odontodactylus är en kräftdjursart som först beskrevs av Fujino och Miyake 1968.  Pericliminoides odontodactylus ingår i släktet Pericliminoides och familjen Palaemonidae. Inga underarter finns listade i Catalogue of Life.